# Ingvar Persson (arkitekt)
Gustav Ingvar Persson, född 4 maj 1927 i Stockholm, död 1999 i Nacka, var en svensk arkitekt.
Persson avlade ingenjörsexamen vid högre tekniska läroverket i Stockholm 1948 och utexaminerades från Kungliga Tekniska högskolan 1954. Han blev ingenjör vid Vattenfallsstyrelsen 1949, arkitekt hos arkitekt Lars Åkerlund 1954 och var verksam i Nacka stad/kommun från 1957. Han blev där stadsplanearkitekt 1962, stadsarkitekt 1964 (som efterträdare till Albin Hamrin) och var slutligen planeringsdirektör från 1987 till pensioneringen 1993.